# Peter Eichhorst
Peter Eichhorst (* 25. Juni 1943 in Mühlberg/Elbe; † 28. März 2008 in Borrego Springs, Kalifornien) war ein deutsch-amerikanischer Softwarepionier und -visionär, Dozent, Autor und Unternehmer.

## Kindheit und Ausbildung
Peter Eichhorst wuchs in Mühlberg/Elbe auf und siedelte vor dem Mauerbau als 17-Jähriger mit seinen Eltern nach Westdeutschland über. Er absolvierte zunächst in Lübeck eine Lehre als Radio- und Fernsehtechniker. Nach einer Ausbildung zum Ingenieur studierte Eichhorst an der Hamburger Universität Physik und Informatik. Ab 1973 erhielt er ein Auslandsstipendium für die USA, welches er mit einem Master of Science (Electrical Engineering) der Universität von Santa Barbara in Kalifornien abschloss. Anschließend promovierte er an den Universitäten Berkeley und San Diego in Kalifornien über „Stochastic Lindenmayer Systems“ – Modellierung primitiver Organismen mittels stochastischer Grammatiken – zum Doctor of Philosophy (Ph.D.).

## Forschung und Lehre
Dr. Eichhorst forschte und lehrte als Professor an Universitäten in São José dos Campos und Rio de Janeiro, Brasilien sowie San Diego, USA.

## Herausragende Leistungen
Er gilt als Vater von OPEN ACCESS, dem ersten integrierten Programmpaket unter einer einheitlichen MS-DOS-Oberfläche, welches die Komponenten Datenbank, Grafikprogramm, Tabellenkalkulation, Textverarbeitung, Terminplanung und Datenfernübertragung enthielt. Es wurde Vorbild für eine Vielzahl gleichartiger Anwendungen (Lotus Symphony und MS Works). Darüber hinaus ist er für die von ihm entwickelte objektorientierte Entwicklungsumgebung ENFIN/3 auf der Basis von Smalltalk bekannt, die Anfang der 1990er Jahre ihrer Zeit voraus war.

## Unternehmer
Als Professor an der San Diego State University entwickelte er das relationale Datenbanksystem QUEST (später LOGIQUEST) auf der Basis des neuen Programmiersystems UCSD Pascal, das erstmals eine gemeinsame Plattform für die verschiedenen Mikrocomputer-Architekturen bildete. Der Erfolg dieser Datenbank und des Tabellenkalkulationssystems LOGICALC führte zur Gründung eines kommerziellen Softwarehauses.
Dr. Eichhorst gründete und leitete mehrere Software-Unternehmen. Mit der Software Products International Inc. (SPI), San Diego, Kalifornien und OPEN ACCESS stieg er in den 1980er Jahren zeitweise zum Weltmarktführer bei Office-Anwendungen auf. Zuletzt gründete er im Jahr 2005 die SOCON Inc. mit Sitz in San Diego und Dresden und widmete sich der Entwicklung serviceorientierter Businessanwendungen. Er wirkte als Berater von Unternehmen und Sprecher auf Veranstaltungen sowie Kongressen, um sein Expertenwissen weiterzugeben.

## Werke
- Frank Schwarz: SOA mit Composite Applications. entwickler press, Frankfurt am Main 2007, ISBN 978-3-939084-33-4.